# Comacupes kaupi
Comacupes kaupi is een keversoort uit de familie Passalidae. De wetenschappelijke naam van de soort is voor het eerst geldig gepubliceerd in 2004 door Boucher.